# Olcsó regény
Az Olcsó regény (eredeti cím: Romanzo popolare) 1974-ben készült színes, olasz tragikomédia. Mario Monicelli alkotásának főszerepét a rendező egyik kedvenc színésze, Ugo Tognazzi játszotta, bár eredetileg Nino Manfredit akarták szerződtetni. Partnerei az akkoriban még kezdőnek számító Ornella Muti és a később filmrendezőként is ismertté vált Michele Placido. A forgatókönyv a legendás olasz szerzőpáros, Age és Scarpelli (Agenore Incrocci és Furio Scarpelli), valamint a rendező közös munkája.

## A cselekmény
|  | Alább a cselekmény részletei következnek! |

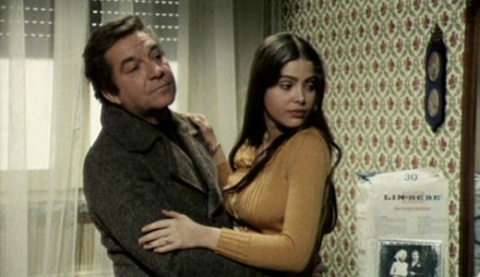
Giulio és Vincenzina az idilli boldogság pillanataiban (Ugo Tognazzi és Ornella Muti)

Giulio, a középkorú gyári munkás feleségül veszi 17 éves keresztlányát, Vincenzinát. A pár boldogan éli az olaszok kissé zajos életét egy modern, de sivár lakótelep egyik parányi lakásában. Idilljüket csak olyan apróságok zavarják meg, hogy az ifjú asszonykát például még állapotosan sem engedik be egy csak 18 éven felülieknek szóló filmre. Gyermekük születése koronázza meg a boldogságukat. A fordulat akkor következik be, amikor Giulio részt vesz egy tüntetésen, ahol heves vérmérsékletű kollégája és barátja véletlenül fejen dob egy rendőrt. A sérült férfi kinyomozza, hogy ki sebesítette meg, és megjelenik a dobáló lakásán. A szorult helyzetből Giulio menti ki a barátját. Később véletlenül találkoznak a rendőrrel – akit Giovanninak hívnak –, és mivel ő is csak olyan egyszerű melós, mint ők, befogadják népes társaságukba. A baráti kompánia többnyire Giulio lakásán kártyázik, ahol Vincenzina gondoskodik az enni- és innivalóról. Egy napon egy váratlan haláleset miatt Giuliónak vidékre kell utaznia. Találkozik egy ismerősével, akivel fényképeket nézegetnek, melyeken Giovanni is látható. Egy ártalmatlan megjegyzés hatására Giulio fejében gyanús gondolatok támadnak. Hazafelé, a vonaton már azt álmodja, hogy in flagranti találja Vincenzinát és Giovannit a hitvesi ágyban, és az ádámkosztümös rendőr egyszerűen kihajítja őt a lakásból. Szerencsére otthon nem a megálmodott szituáció fogadja. Azonban alighogy üdvözli Vincenzinát, máris áthívják a szomszédba. Ismét a barátjával van probléma, de sikerül az ügyet hamar lerendezni. Amikor visszatér a lakásba, észreveszi, hogy távollétében Giovanni érkezett hozzájuk, aki a konyhában épp heves beszélgetést folytat Vincenzinával. Giulio akaratlanul is kihallgatja őket. Megtudja, hogy a rendőr szerelmes Vincenzinába, és az asszony sem közömbös a férfi iránt. Giovanni rövidesen távozik. Vacsora közben Giulio nem bírja türtőztetni magát, és kiböki a feleségének, hogy mindent hallott, ami a távollétében a konyhában elhangzott. Ugyanakkor modern férjnek tartja magát, aki képes megbocsátani a feleségének, ha az asszony őszinte lesz hozzá. Vincenzina könnyezve vallja be, hogy mi történt addig, amíg Giulio vidéken volt. Az egész dolog ártalmatlanul indult: egyedül volt otthon, nyitva felejtette a lakásajtót, és elbóbiskolt a konyhában. A váratlanul érkező Giovanni csupán megcsókolta őt, és aztán elment. Vincenzina eleinte azt hitte, csak álmodta az egészet, de kiderült, hogy mégsem. Erényes feleségként persze ellenállt a férfi kitartó közeledési kísérleteinek, de aztán csak elment az egyik találkára. Oda is csupán azért, hogy megmondja Giovanninak, tűnjön el az életéből, mert ő Giuliót szereti. A rendőr ekkor öngyilkossággal fenyegetőzött, a közeledő vonat elé akarta vetni magát. Vincenzina megmentette, a civakodásból ölelkezés lett, végül egy út menti bódéban megtörtént a dolog…

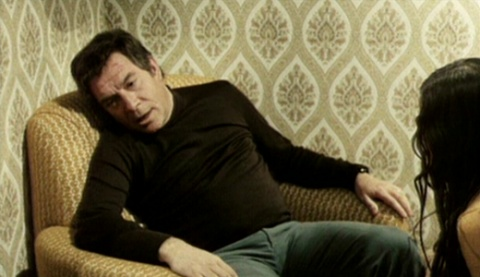
Giulio összeomlik: „Vincenzina, hogy te mekkora kurva vagy!” (Ugo Tognazzi)

Felesége vallomása közben Giulio mind nehezebben őrzi meg a nyugalmát, végül csüggedten
kifakad: „Vincenzina, hogy te mekkora kurva vagy!” A felzaklatott asszony ekkor olaszos temperamentummal arra készül, hogy gyermekével együtt leveti magát a lakóház tetejéről, de Giulio megakadályozza ebben. A férfi úgy dönt, hogy valóban megbocsát, és megpróbálja elfelejteni Vincenzina hűtlenségét. A féltékenység azonban nem hagyja nyugodni: éjszaka például azt figyeli, vajon az álmában beszélő Vincenzina nem szólja-e el magát. Máskor a munkahelyéről is elkéredzkedik, hogy titokban kövesse a feleségét, mikor a nő egyedül megy el otthonról. Gyanúja minden esetben alaptalannak bizonyul. Az idill már-már helyreáll közöttük, ám ekkor Giulio egy névtelen levelet kap, melyben arra figyelmeztetik, hogy felesége továbbra is megcsalja. Egyik éjjel a férfi azt álmodja, hogy munkahelyén, a zsúfolt étkezdében a hangosbemondó a sok jelentéktelen közlemény mellett egyszer csak felolvassa azt a hírt, hogy Giuliót megcsalja a felesége. A jelenlévők harsány kacajban törnek ki, mire az álmából felriadt férfi nem bírja tovább. Azonnal heves vitába bonyolódik Vincenzinával, végül az egész ház szeme láttára gyerekestül elkergeti az asszonyt a lakásból. Aztán öngyilkos akar lenni, de közben jobb ötlete támad. Puskával megy el Giovannihoz, mert tudja, hogy Vincenzina is odament. A nő elrejtőzik a fürdőszobában, ahol fültanúja lesz, amint a vita hevében Giovanni elszólja magát, és végül bevallja, hogy ő írta a névtelen levelet…

## Érdekességek
- Ugo Tognazzi volt a főszereplője Monicelli előző (Az ezredeseket akarjuk!, 1973) és következő (Férfiak póráz nélkül, 1975) filmjének is.

- A Vincenzina című betétdalt Enzo Jannacci énekli. A szerzők: Jannacci és Giuseppe Viola. Ők ketten a milánói dialektus szakértőiként közreműködtek Ugo Tognazzi szövegének megírásában is. Jannacci időnként színészi feladatokat is vállalt, például Marco Ferreri Az audiencia (1971) című filmjében.

## Magyar kritikai visszhang
„Abban is rutinos mesternek bizonyul a rendező, ahogy a féltékenység kifejlődését megrajzolja és – szinte perverzitásig menő késedelmeskedéssel – avatja be fokról fokra a nézőt a bizonytalanságtól gyötört férj megcsalatásának bizonyosságába. A film mindezekkel azonban még csak a készen kapott sablonokat koptatja tovább. A valóban új vonás, amivel Monicelli a meglevőt, az eredendő komikumot gazdagítja, az a sajátos irónia, amely főképpen Ugo Tognazzi mértéktartó és bölcsen fölényes játéka jóvoltából ad új megközelítést a filmhez.”

(Szeredás András kritikája. Film Színház Muzsika 1976/34, 1976. augusztus 21., 8. oldal)

## Főszereplők

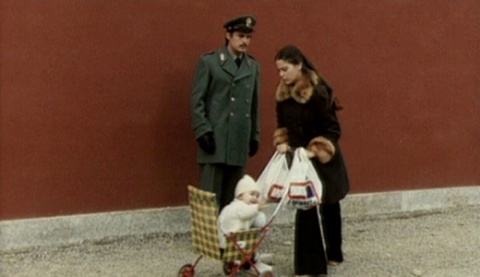
Giovanni és Vincenzina (Michele Placido és Ornella Muti)

- Ugo Tognazzi – Giulio (Sinkovits Imre)
- Ornella Muti – Vincenzina (Bánsági Ildikó)
- Michele Placido – Giovanni (?)
- Pippo Starnazza – Salvatore (?)
- Franco Mazzieri
- Vincenzo Crocitti
- Gaetano Cuomo
- Gennaro Cuomo
- Nicolina Papetti
- Alvaro Vitali

További szereplők magyar hangja: Gyenge Árpád, Győri Ilona, Képessy József, Szatmári István, Verebély Iván

## David di Donatello-díj
- 1975 Agenore Incrocci, Furio Scarpelli (díj a legjobb forgatókönyvért)

## Külső hivatkozások
- Az Olcsó regény az Internet Movie Database oldalain
- A forgatási helyszínekről olasz nyelven